# 710년대
710년대는 710년부터 719년까지를 가리킨다.